# Pat Sabatini
Patrick Daniel Sabatini (Bristol, Pensilvania, Estados Unidos, 9 de noviembre de 1990) es un artista marcial mixto estadounidense que compite en la división de peso pluma de Ultimate Fighting Championship.

## Primeros años
Nacido y criado en Bristol, Pensilvania, inicialmente jugó al hockey sobre hielo a instancias de su padre. Después de que un matón de la escuela metiera la cabeza de Pat en un urinario, empezó a entrenar karate que le llevó al jiu-jitsu brasileño un par de años más tarde. Después se dedicó a la lucha libre, a las artes marciales mixtas y al sambo de combate. Tiene una hermana menor. Es licenciado en Artes por la Universidad Rider.

## Carrera en las artes marciales mixtas

### Inicios
En su debut en las MMA para Cage Fury Fighting Championships en CFFC 35, derrotó a Jacob Bohn por sumisión en el primer asalto. También derrotó a Shelby Graham por sumisión en el primer asalto. Tras sufrir su primera derrota por decisión unánime ante Robert Watley en CFFC 45, se recuperó en CFFC 52 derrotando a Tony Gravely por sumisión en el primer asalto. Derrotó a William Calhoun III por decisión unánime en Dead Serious MMA 18. En Dead Serious MMA 22 derrotó a Renaldo Weekley por sumisión en el primer asalto. En su única salida con Ring Of Combat en ROC 58 se enfrentó a Mike Lawrence y lo derrotó por sumisión en el segundo asalto. En el evento principal de CFFC 67 derrotó a John de Jesus por sumisión en el primer asalto, ganando el Campeonato de Peso Pluma de la CFFC. Defendió el título derrotando a Francisco Isata por sumisión en el segundo asalto en CFFC 69. Se enfrentó a José Mariscal en Victory FC 60, perdiendo el combate por decisión dividida, y en su única aparición con CES MMA, en CES MMA 52, sometió a Borah Karmo por sumisión en el primer asalto.
En CFFC 71, que también marcó el debut de la promoción en UFC Fight Pass, se enfrentó a Da'Mon Blackshear y lo derrotó por decisión unánime. En el evento principal de CFFC 74, se enfrentó al brasileño Fabricio Oliveira y lo derrotó por sumisión en el segundo asalto.
Perdería el Campeonato de Peso Pluma de la CFFC ante James González en CFFC 81 después de romperse el brazo de forma espantosa tras negarse a golpear. Regresó en CFFC 84 contra Jordan Titoni, ganando el combate por KO en el primer asalto. Luego recuperó el Campeonato de Peso Pluma, derrotando a Jesse Stirn por sumisión en el segundo asalto en CFFC 91.

### Ultimate Fighting Championship
Estaba programado para enfrentarse a Rafael Alves el 20 de febrero de 2021 en UFC Fight Night: Blaydes vs. Lewis. Sin embargo, Alves perdió el peso por 11.5 libras -un récord de la UFC hasta la fecha- y el combate fue cancelado.
Debutó en la UFC contra Tristan Connelly el 24 de abril de 2021 en UFC 261. Ganó el combate por decisión unánime.
Se enfrentó a Jamall Emmers el 28 de agosto de 2021 en UFC on ESPN: Barboza vs. Chikadze. Ganó el combate por sumisión en el primer asalto. Esta victoria le valió el premio a la Actuación de la Noche.
Se enfrentó Tucker Lutz el 20 de noviembre de 2021 en UFC Fight Night: Vieira vs. Tate. Ganó el combate por decisión unánime.
Estaba programado para enfrentarse a Gavin Tucker el 9 de abril de 2022 en UFC 273. Sin embargo, Tucker se retiró por razones desconocidas y fue reprogramado contra T.J. Laramie el 16 de abril de 2022 en UFC on ESPN: Luque vs. Muhammad 2. Ganó el combate por decisión unánime.
Está programado para enfrentarse a Damon Jackson el 17 de septiembre de 2022 en UFC Fight Night: Sandhagen vs. Song. Perdió el combate por TKO en el primer asalto.

## Campeonatos y logros
- Ultimate Fighting Championship
  - Actuación de la Noche (una vez) vs. Jamall Emmers
- Cage Fury Fighting Championships
  - Campeonato de Peso Pluma de la CFFC (dos veces; ex)
    - Tres defensas exitosas del título (primer reinado)

## Récord en artes marciales mixtas
| Resultado | Récord | Oponente            | Método                                 | Evento                              | Fecha                    | Ronda | Tiempo | Localización                       | Notas                                                     |
| --------- | ------ | ------------------- | -------------------------------------- | ----------------------------------- | ------------------------ | ----- | ------ | ---------------------------------- | --------------------------------------------------------- |
| Derrota   | 18-5   | Diego Lopes         | KO (puñetazos)                         | UFC 295                             | 11 de noviembre de 2023  | 1     | 1:30   | Nueva York                         |                                                           |
| Victoria  | 18-4   | Lucas Almeida       | Submission (arm-triangle choke)        | UFC on ESPN: Vettori vs. Cannonier  | 17 de junio de 2023      | 2     | 1:48   | Las Vegas, Nevada                  |                                                           |
| Derrota   | 17-4   | Damon Jackson       | TKO (puñetazos)                        | UFC Fight Night: Sandhagen vs. Song | 17 de septiembre de 2022 | 3     | 5:00   | Las Vegas, Nevada                  |                                                           |
| Victoria  | 17-3   | T.J. Laramie        | Decisión (unánime)                     | UFC on ESPN: Luque vs. Muhammad 2   | 16 de abril de 2022      | 3     | 5:00   | Las Vegas, Nevada                  |                                                           |
| Victoria  | 16-3   | Tucker Lutz         | Decisión (unánime)                     | UFC Fight Night: Vieira vs. Tate    | 20 de noviembre de 2021  | 3     | 5:00   | Las Vegas, Nevada                  |                                                           |
| Victoria  | 15-3   | Jamall Emmers       | Sumisión (gancho de talón)             | UFC on ESPN: Barboza vs. Chikadze   | 28 de agosto de 2021     | 1     | 1:53   | Las Vegas, Nevada                  | Actuación de la Noche.                                    |
| Victoria  | 14-3   | Tristan Connelly    | Decisión (unánime)                     | UFC 261                             | 24 de abril de 2021      | 3     | 5:00   | Jacksonville, Florida              |                                                           |
| Victoria  | 13-3   | Jesse Stirn         | Sumisión (barra de brazo)              | CFFC 91                             | 18 de diciembre de 2020  | 2     | 2:23   | Lancaster, Pensilvania             | Ganó el vacante Campeonato de Peso Pluma de Cage Fury FC. |
| Victoria  | 12-3   | Jordan Titoni       | KO (puñetazos)                         | CFFC 84                             | 17 de septiembre de 2020 | 1     | 2:26   | Tunica, Misisipi                   |                                                           |
| Derrota   | 11-3   | James Gonzalez      | TKO (lesión en el brazo)               | CFFC 81                             | 1 de febrero de 2020     | 1     | 0:46   | Municipio de Bensalem, Pensilvania | Perdió el Campeonato de Peso Pluma de Cage Fury FC.       |
| Victoria  | 11-2   | Fabricio Oliveira   | Sumisión (estrangulamiento por detrás) | CFFC 74                             | 17 de mayo de 2019       | 2     | 1:45   | Atlantic City, Nueva Jersey        | Defendió el Campeonato de Peso Pluma de Cage Fury FC.     |
| Victoria  | 10-2   | Da'Mon Blackshear   | Decisión (unánime)                     | CFFC 71                             | 14 de diciembre de 2018  | 4     | 5:00   | Atlantic City, Nueva Jersey        | Defendió el Campeonato de Peso Pluma de Cage Fury FC.     |
| Victoria  | 9-2    | Boimah Karmo        | TKO (puñetazos)                        | CES 52: Norwood vs. Wells           | 17 de agosto de 2018     | 2     | 2:16   | Filadelfia, Pensilvania            |                                                           |
| Derrota   | 8-2    | Jose Mariscal       | Decisión (dividida)                    | Victory FC 60                       | 14 de abril de 2018      | 3     | 5:00   | Hammond, Indiana                   |                                                           |
| Victoria  | 8-1    | Francisco Isata     | Sumisión (estrangulamiento por detrás) | CFFC 69                             | 16 de diciembre de 2017  | 2     | 2:47   | Atlantic City, Nueva Jersey        | Defendió el Campeonato de Peso Pluma de Cage Fury FC.     |
| Victoria  | 7-1    | John De Jesus       | Sumisión (gancho de talón)             | CFFC 67                             | 16 de septiembre de 2017 | 1     | 0:50   | Filadelfia, Pensilvania            | Ganó el vacante Campeonato de Peso Pluma de Cage Fury FC. |
| Victoria  | 6-1    | Michael Lawrence    | Sumisión (estrangulamiento por detrás) | Ring of Combat 58                   | 24 de febrero de 2017    | 2     | 2:49   | Atlantic City, Nueva Jersey        |                                                           |
| Victoria  | 5-1    | Renaldo Weekley     | Sumisión (gancho de talón)             | Dead Serious 22                     | 5 de noviembre de 2016   | 1     | 1:17   | Filadelfia, Pensilvania            |                                                           |
| Victoria  | 4-1    | William Calhoun III | Decisión (unánime)                     | Dead Serious 18                     | 6 de febrero de 2016     | 3     | 5:00   | Filadelfia, Pensilvania            |                                                           |
| Victoria  | 3-1    | Tony Gravely        | Sumisión (estrangulamiento por detrás) | CFFC 52                             | 31 de octubre de 2015    | 1     | 2:47   | Atlantic City, Nueva Jersey        |                                                           |
| Derrota   | 2-1    | Robert Watley       | Decisión (unánime)                     | CFFC 45                             | 7 de febrero de 2015     | 3     | 5:00   | Bethlehem, Pensilvania             | Combate de peso acordado (150 libras).                    |
| Victoria  | 2-0    | Shelby Graham       | Sumisión (estrangulamiento por detrás) | CFFC 42                             | 25 de octubre de 2014    | 1     | 1:04   | Chester, Pensilvania               |                                                           |
| Victoria  | 1-0    | Jacob Bohn          | Sumisión (estrangulamiento por detrás) | CFFC 35                             | 26 de abril de 2014      | 1     | 2:22   | Atlantic City, Nueva Jersey        |                                                           |